# Mark Gustafson
Mark Gustafson (Portland, 19 settembre 1959 – Portland, 1º febbraio 2024) è stato un animatore e regista statunitense.

## Biografia
Mark Gustafson iniziò la sua carriera nell'animazione stop motion presso i Will Vinton Studios negli anni '80, lavorando a vari progetti tra cui A Claymation Christmas Celebration, Meet the Raisins! e The PJs
Nel 2009 fu uno dei due animatori di Fantastic Mr. Fox.
Nel 2022 diresse insieme a Guillermo del Toro il film d'animazione Pinocchio di Guillermo del Toro, che vinse l'Oscar al miglior film d'animazione, il Golden Globe e il Premio BAFTA.
Morì per un infarto il 1º febbraio 2024 all'età di 64 anni.